# Jinniushan-Mensch
Als Jinniushan-Mensch (chinesisch 金牛山猿人, Pinyin Jīnniúshān yuánrén, englisch Jinniushan Man) wird ein Fossil der Gattung Homo aus dem späten Altpaläolithikum (= Mittelpleistozän) bezeichnet, das 1984 in einer vormaligen Kalksteinhöhle auf dem Berg Jinniushan beim Dorf Sitian, Stadt Dashiqiao, bezirksfreie Stadt Yingkou, Provinz Liaoning, Volksrepublik China, entdeckt wurde. Dem Fund wurde ein Alter von ca. 260.000 Jahren zugeschrieben, einer anderen Datierung zufolge ist er 195.000 bis 165.000 Jahre alt.

## Fundbeschreibung
Der Fund umfasst mehr als 100 Bruchstücke eines während der Grabungsarbeiten unter erheblichem Substanzverlust stark fragmentierten Schädels mit weitgehend erhaltener Bezahnung des Oberkiefers sowie weitere, dem gleichen Individuum zugeschriebene Knochen: eine linke Elle, ein großes Fragment aus dem Bereich des linken Beckens, sechs Wirbel, zwei Bruchstücke von linksseitigen Rippen, eine linke Kniescheibe sowie diverse Knochen der Füße und der Hände.

## Rekonstruktion und Interpretation
Rekonstruiert wurde das Fossil von Wu Rukang und seinem Assistenten Zhao Zongyi am Institut für Wirbeltierpaläontologie und Paläoanthropologie der Chinesischen Akademie der Wissenschaften in Peking. Aufgrund der starken Fragmentierung der Schädelknochen weisen die meisten Bruchstücke des Hirnschädels und des Gesichtsschädels auch nach der Rekonstruktion keine unmittelbare Verbindung zueinander auf, sondern wurden durch Ersatzmaterial zueinander in Beziehung gesetzt. Gedeutet wurde die Rekonstruktion dahingehend, dass der Schädel ein Volumen von 1260 bis 1400 cm² habe und Merkmale aufweise, die einerseits denen von Homo erectus entsprechen, andererseits denen des frühen Homo sapiens ähneln. Von den chinesischen Forschern wurde der Fund als archaischer Homo sapiens eingeordnet und – wie der Dali-Mensch – als Beleg für das von ihnen vertretene Modell vom multiregionalen Ursprung des modernen Menschen gewertet, was jedoch in Widerspruch steht zu den heute bekannten, genetischen Analysen zur Ausbreitung des Menschen und der darauf aufbauenden Out-of-Africa-Theorie, aufgrund derer er zu Homo erectus zu stellen wäre. Der Paläoanthropologe Chris Stringer wies im Jahre 2012 darauf hin, das Fossil könne möglicherweise zu den Denisova-Menschen gehören.
Aufgrund der Struktur der Zähne, die mit denen eines etwa gleich alten australischen Fundes verglichen wurden, sowie des Beckens und der Elle geht man davon aus, dass es sich bei dem Fossil um eine junge Erwachsene gehandelt haben könnte, die im Alter von etwa 20 Jahren starb und ca. 168 cm groß war. Die im Februar 2006 in den Proceedings of the National Academy of Sciences veröffentlichte genaue Analyse der Körpermerkmale beschrieb den Fund als Angehörigen einer an Kälte angepassten Population („cold-adapted population“) der Gattung Homo, vermied aber eine Festlegung auf die Zuordnung zu einer bestimmten Art. In Europa lebten zur gleichen Zeit die gleichfalls an Kälte angepassten Neandertaler.
2024 wurde von zwei Paläoanthropologen in der Fachzeitschrift Nature Communications vorgeschlagen, die Fossilien des Jinniushan-Menschen und des Dali-Menschen der Art Homo longi zuzuordnen.

## Denkmal der Volksrepublik China
Die Stätte der Entdeckung des Jinniushan-Menschen (chinesisch 金牛山遗址, Pinyin Jīnniúshān yízhǐ) in Dashiqiao steht seit 1988 auf der Liste der Denkmäler der Volksrepublik China (3-183).

## Belege
1. ↑  Karen R. Rosenberg, Lü Zuné und Christopher B. Ruff: Body size, body proportions, and encephalization in a Middle Pleistocene archaic human from northern China. In: PNAS, Band 103, Nr. 10, 2006, S. 3552–3556, doi:10.1073/pnas.0508681103
2. ↑  Chen Tiemei et al.: Antiquity of Homo sapiens in China. In: Nature. Band 368, 1994, S. 55–56, doi:10.1038/368055a0
3. ↑  Jinniushan auf der Webseite von Peter Brown, abgerufen am 9. Januar 2016
4. ↑  Chris Stringer: The status of Homo heidelbergensis (Schoetensack 1908). In: Evolutionary Anthropology: Issues, News, and Reviews. Band 21, Nr. 3, 2012, S. 101–107, doi:10.1002/evan.21311
 Ähnlich argumentiert hatte bereits ein Jahr zuvor der Wissenschaftsjournalist Ed Yong: Patchwork people: Our hybrid origins. In: New Scientist. Band 211, Nr. 2823, 2011, S. 37.
5. ↑  Christopher J. Bae und Xiujie Wu: Making sense of eastern Asian Late Quaternary hominin variability. In: Nature Communications. Band 15, Artikel-Nr. 9479, 2024, doi:10.1038/s41467-024-53918-7.

Koordinaten: 40° 34′ 40″ N, 122° 26′ 38″ O